# Sphagnum gracile
Sphagnum gracile là một loài rêu trong họ Sphagnaceae. Loài này được Michx. mô tả khoa học đầu tiên năm 1803.